# Emma Fabri

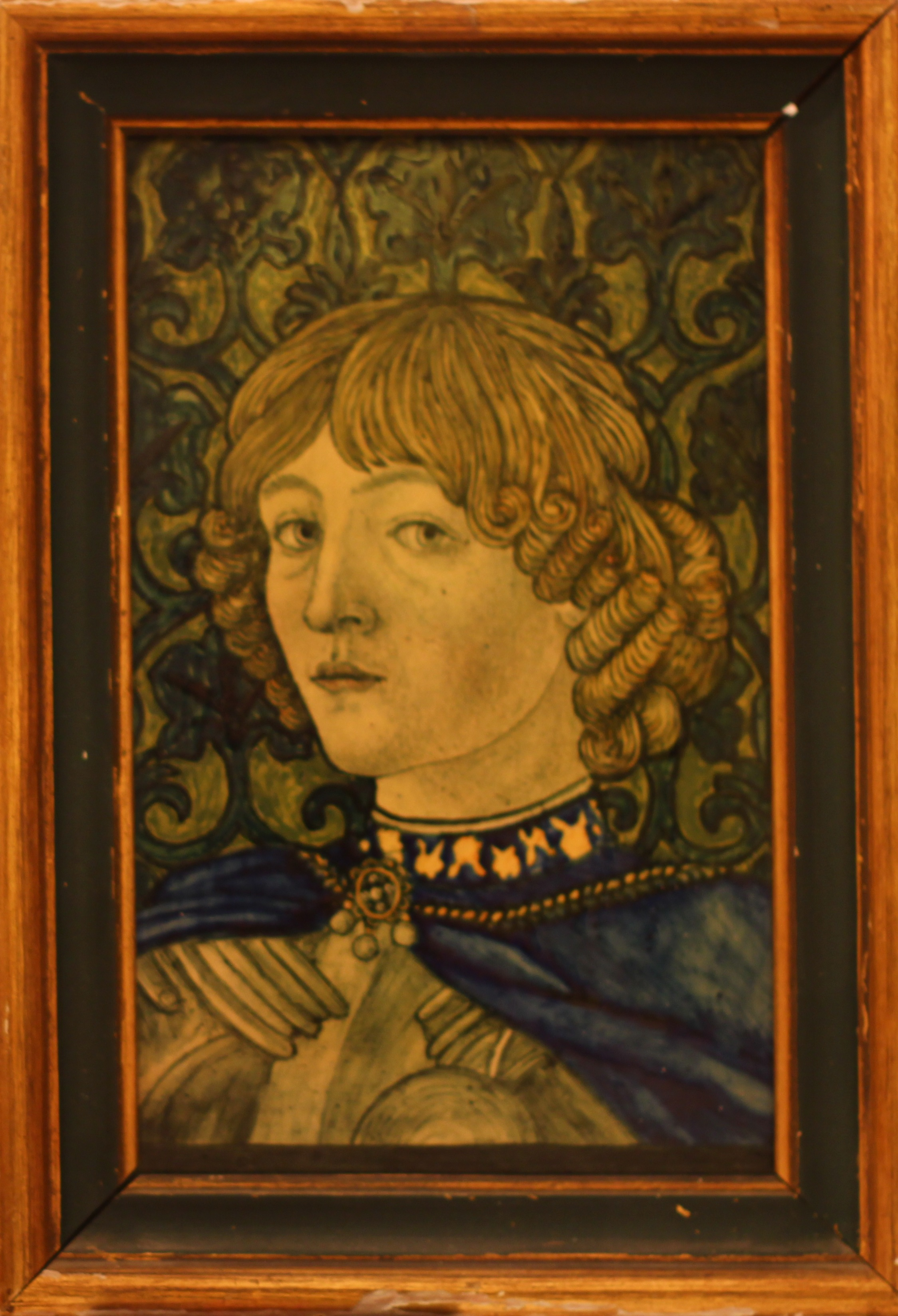
Emma Fabri, Ritratto rinascimentale, maiolica

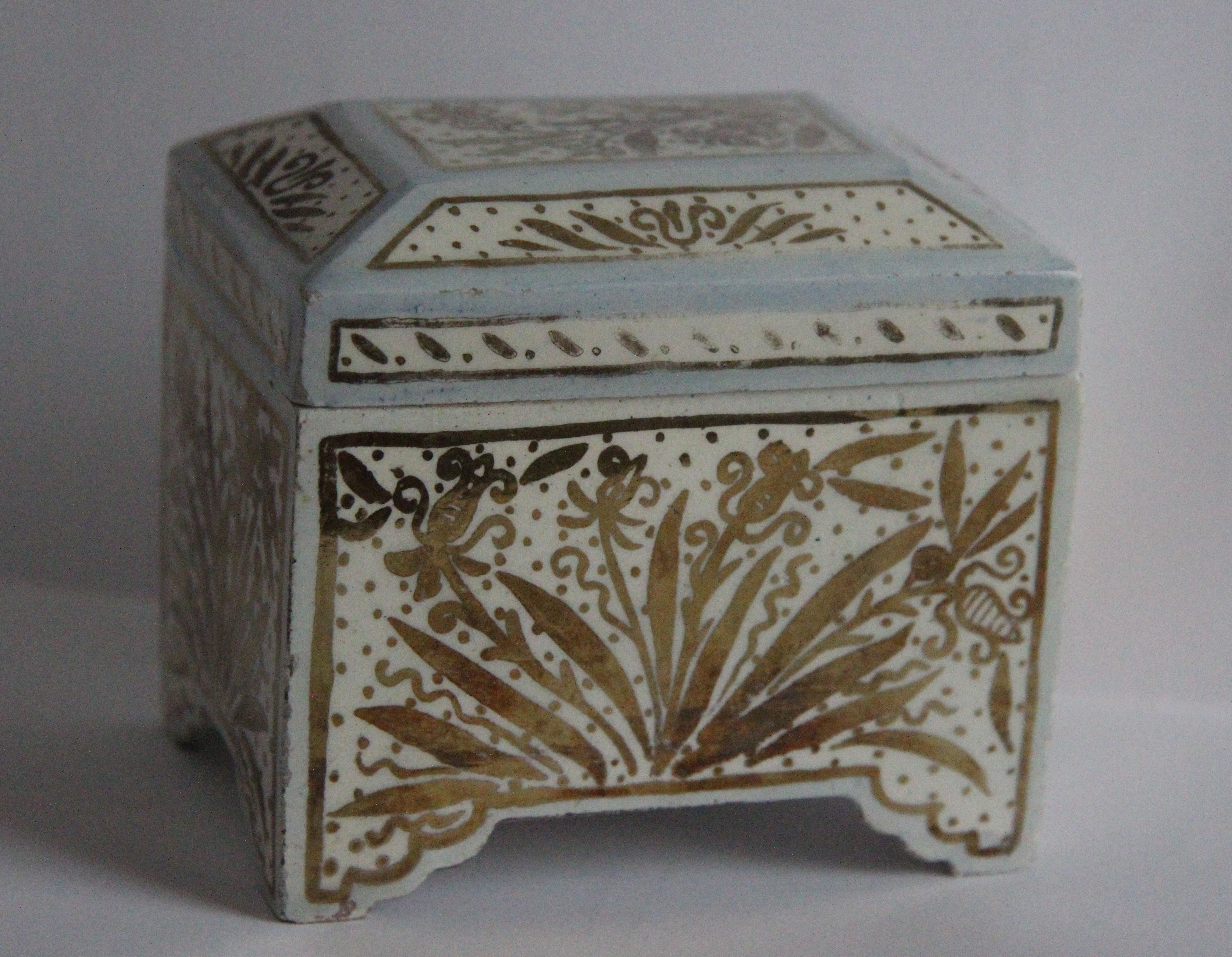
Emma Fabri, Cofanetto di maiolica

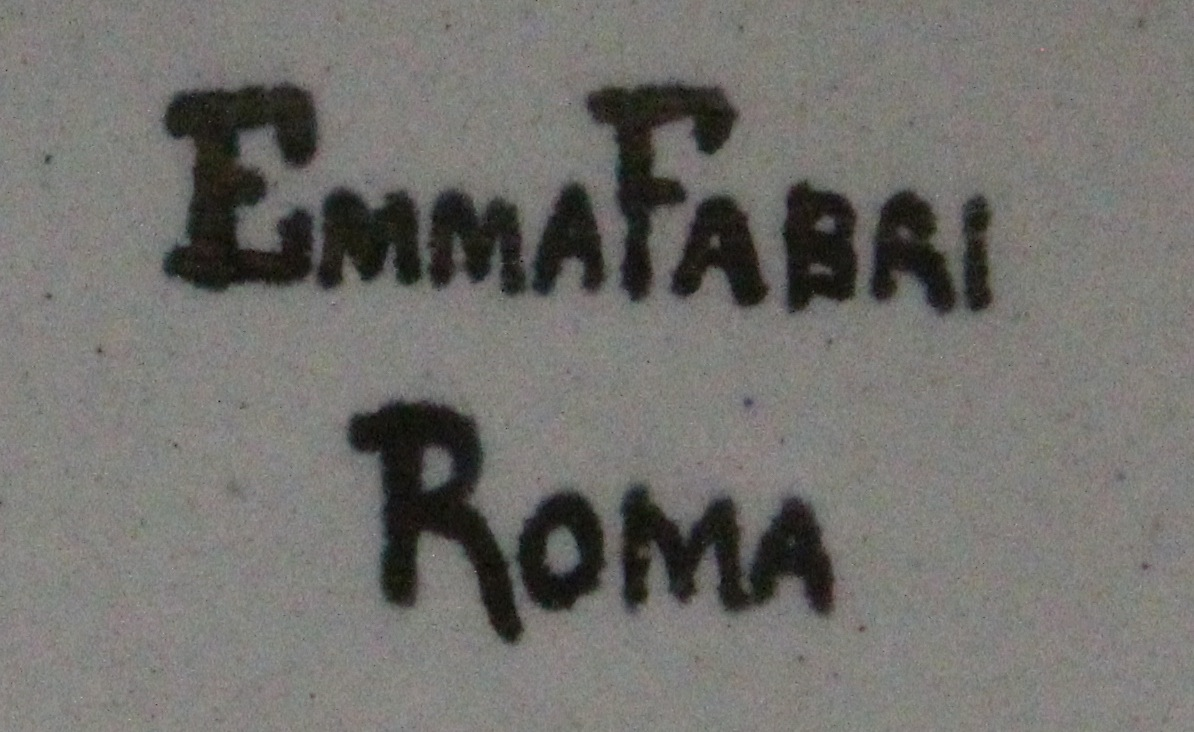
Firma

Emma Fabri (Roma, 11 agosto 1882 – Roma, 26 dicembre 1935) è stata una ceramista italiana.

## Biografia
Emma Fabri, figlia del ceramista Pio Fabri e di Guendalina Castellani, discendente da una famiglia di orafi, apprende l'arte della ceramica nel laboratorio del padre. Sposa Filippo Saraceni, medico e radiologo. Il pittore Pompeo Fabri, uno dei XXV della Campagna romana, è suo fratello.
Erede delle tradizioni paterne, Emma realizza ceramiche decorate alla maniera delle antiche maioliche islamiche e di quelle italiane rinascimentali..
Nei primi anni del Novecento, pur conservando la sua produzione legata alle forme e ai disegni della bottega di famiglia, sperimenta una sua linea, legata al gusto moderno. Produce maioliche in stile Liberty, con l'idea di commercializzarle nell'ambito dell'IFI, una iniziativa artistica e didattica che si muove in ambito esclusivamente femminile.

### Cooperativa Nazionale delle Industrie Femminili Italiane
Si tratta di una Società per azioni, nata nel 1903 nella sezione lavoro della Federazione romana delle opere di attività femminile, ad opera di Cora Slocomb (1862-1944), americana di origine e sposata con il conte friulano Savorgnan di Brazzà. Le Industrie Femminili Italiane, tra moda, decoro della casa e sostegno al lavoro femminile, organizzavano esposizioni di abiti, bambole in costume regionale, pizzi, tovaglie, tessuti e oggetti d'arte decorativa: il tutto era interamente prodotto da donne. Era anche un mezzo per fare uscire allo scoperto il lavoro artistico femminile. Le IFI, con sedi sparse in Italia, (Venezia, Assisi, Perugia, Firenze, Palestrina, Roma, ecc.), fecero nascere scuole d'arte, in cui trovano lavoro giovani donne e si servivano anche della collaborazione di artiste che disegnavano oggetti che altre eseguivano. Molti di questi oggetti di arte applicata erano venduti negli USA. Emma Fabri dal 1903 partecipò alle mostre annuali, organizzate dall'IFI, presentando maioliche a gran fuoco. Nel 1906, sempre con l'IFI, era presente all'Esposizione Internazionale di Milano, organizzata nel parco del Castello Sforzesco per solennizzare l'apertura del Traforo del Sempione. Il Padiglione delle Arti Decorative fu quasi interamente distrutto da un incendio.
Nel piatto tondo Aquile e aerei Emma Fabri si inserisce nel Futurismo, con la miscela dinamica di ali di uccello e profili di piccoli aeroplani. Armonizza, in piena libertà, la proiezione in cielo della meccanica umana con il naturale volo degli uccelli.
All'inizio degli anni venti Emma Fabri, adattandosi al gusto dell'Art Déco, predilige forme lineari e decori stilizzati, spesso monocromi, ma sempre preziosi. Sente lo spazio "vuoto" tra il segno e il bianco del fondo e conserva grande equilibrio tra forma e decoro, come nel cofanetto a disegni floreali, firmato EmmaFabri Roma.
Il Museo internazionale delle ceramiche in Faenza possiede una targa in ceramica di Emma Fabri, donata nel 1936 da Filippo Saraceni in memoria della moglie.